# ازدواج مبارک من
ازدواج مبارک من (به انگلیسی: My Happy Marriage) به عنوان فیلم تا زمانی که هر دو زنده باشیم، یک لایت ناول ژاپنی است که توسط آکومی آگیتوگی نوشته شده و توسط تسوکیهو تسوکیئوکا تصویرگری شده است. در ابتدا به صورت آنلاین از طریق وب‌سایت انتشارات رمان ساخته شده توسط کاربر شوستسوکا نی نارو منتشر شد، بعداً توسط فوجیمی شوبو خریداری شد، که این مجموعه را از ژانویه ۲۰۱۹ تحت عنوان Fujimi L Bunko منتشر کرد.